# Sokołów (rejon tarnopolski)
Sokołów (ukr. Соколів, Sokoliw) – wieś na Ukrainie w rejonie tarnopolskim należącym do obwodu tarnopolskiego, położona nad rzeką Strypa.
Droga terytorialna T 2006 przechodzi przez wieś. 
W II Rzeczypospolitej wieś w powiecie podhajeckim województwa tarnopolskiego.
W 1944 r. nacjonaliści ukraińscy z OUN-UPA zamordowali tutaj 21 Polaków, paląc część polskich zagród.
Do 2020 w rejonie trembowelskim.